# Viktor Pasul'ko
Viktor Vasyl'ovyč Pasul'ko (in ucraino Віктор Васильович Пасулько?, in russo Виктор Васильевич Пасулько?, Viktor Vasil'evič Pasul'ko; Іl'nycja, 1º gennaio 1961) è un allenatore di calcio ed ex calciatore ucraino, fino al 1991 sovietico.

## Carriera
Disputò la fase finale del Campionato europeo di calcio 1988 segnando un gol contro l'Inghilterra, nella fase a gruppi.

## Palmarès

### Giocatore
- Campionato sovietico: 2

Spartak Mosca: 1987, 1989
- Coppa delle Federazioni sovietiche: 1

Spartak Mosca: 1987